# Ge Hong
Ge Hong (kitajsko: 葛洪; pinjin: Gě Hóng, znan tudi pod psevdonimom Bao Puzi 抱朴子), kitajski filozof in alkimist, * 283, Danjang, dinastija Džin, † 343.
Ge Hong je sinkretično združeval konfucijanstvo in daoizem. Taoizem je razvil v alkemistični smeri. Zanimali so ga načini za doseganje nesmrtnosti.

## Življenje
Po rodu je bil iz današnje province Džjangsu 江苏. Ker je njegova družina izgubila očeta, ko je Ge štel komaj 12 let, je večino mladosti preživel v zelo skromnih razmerah. Zelo zgodaj je moral s fizičnim delom prispevati k družinskemu proračunu, tako da mu je za študij primanjkovalo časa in sredstev. Ker si ni mogel privoščiti učitelja, je postal samouk in ni razumel vsega, kar je prebiral. Zato je še kasneje, ko je bil že odrasel in razmeroma znan učenjak, vedno znova obiskoval znane mojstre in učitelje po vsej državi ter jih naprošal za razlage različnih težko razumljivih odlomkov klasičnih besedil. Prve eseje in pesmi je pričel objavljati že pri petnajstih letih. Pri šestnajstih letih je začel preučevati konfucijanske klasike. Kljub temu so ga bolj zanimali načini za doseganje nesmrtnosti. 
Poučeval ga je Dženg Jin 鄭隱, mojster alkimije, pri katerem je bil učenec več kot petnajst let. Okrog leta 320 so izšli Ge Hongovi spisi, zbrani v knjigi z naslovom Baopudzi (Mojster, ki zaobjema enostavnost). To je enciklopedija formul, spiskov sestavin, postopkov za izdelavo zunanje kapsule, nasvetov za umiritev uma in utišanje želja, metod razgibavanja in nadziranja dihanja ter idej o ohranjanju “enega”. Deli se na Notranja (Nej pjan) in Zunanja (Vaj pjan) poglavja. Prvo obsega 20, drugo pa 50 zvezkov. V Notranjih poglavjih najdemo predvsem daoistične in alkimistične vsebine, medtem ko zunanja poglavja obravnavajo zlasti Ge Hongove interpretacije konfucijanskega nauka. Večina Leta 343 je umrl na gori Luofu. 

## Filozofija
Ge Hong je verjel, da lahko vsak človek z vztrajnim trudom in učenjem doseže nesmrtnost. Bogastvo in družbeni položaj lahko pri tem osebi celo škodujeta, saj preprečujeta uresničitev popolnega notranjega in zunanjega miru. Naša nesmrtnost je odvisna le od nas samih, ne pa tudi od bogov, zato so žrtvovanja in molitve zaman. Ge Hong je verjel, da je bila fizična nesmrtnost možna, saj v vse stvari prodira metafizično Eno, šuan (skrivnost), ki ustvarja vse.
Alkimija, s katero se je ukvarjal Ge Hong se deli na zunanjo (vaj tan) in notranjo (nej tan). Zunanjo alkimijo so spremljala različna zaklinjanja duhov, post, uporaba talismanov, končni smoter teh dejavnosti pa je bil zvarek – eliksir, ki naj bi napravil človeško telo nesmrtno. Notranja alkimija pa je temeljila na prepričanju, da je pred začetkom svetovja obstajala nekaka kozmična energija, Či (prvinska sapa), ki se je razcepila na dvojico grobih in čistih elementov jina in janga oziroma je oblikovala Nebo in Zemljo. Sleherno bitje ima v sebi to prvinsko sapo, saj je nujna za vzdrževanje življenja, izčrpanje te energije pa pomeni smrt. Bistvo notranje alkimije je ohranjanje kozmične energije Či v človeku, to pa so poskušali doseči z vzdrževanjem dihalne discipline, uvajanjem raznih gimnastičnih tehnik, usmerjanjem v zdravo prehrano in seksualno higieno, poleg tega pa še uživanje snovi, pridobljenih po alkemijski metodi. 

### Dela
Velika večina Ge Hongovih je izgubljenih. Poleg dela Baopuzi je znana le še Šenšjan Džuan.